# 96e division d'infanterie (États-Unis)
Pour les articles homonymes, voir 96e division d'infanterie.

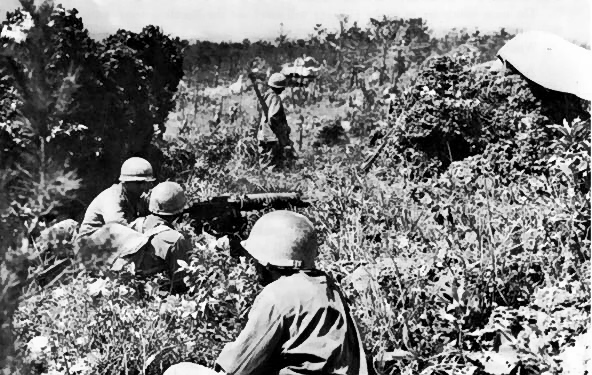
Soldats de la à la recherche de poches de résistance ennemie à Okinawa le 16 juin.

La 96e division d'infanterie des États-Unis  est une division de l'armée américaine créé en 1942. Elle participa à la Seconde Guerre mondiale, à la Guerre contre le terrorisme, à l'opération Enduring Freedom ou encore à la Guerre d'Irak.
Elle est activée le 15 août 1942 et après une période d'entraînement, elle participe au débarquement sur Leyte et à la libération de l'île, à partir du 20 octobre 1944. L'unité parvient rapidement à briser la résistance adverse pour établir une solide tête de pont entre Tanauan et Dulag. Elle poursuit ensuite la conquête de l'île, menant souvent des actions en petits groupes pour éliminer la résistance des Japonais, qui cesse le jour de Noël. Lors des trois mois qui suivent, la division poursuit le nettoyage de l'île où des petits noyaux de résistance peuvent encore subsister et se prépare pour son assaut sur Okinawa.
Elle quitte les Philippines le 23 mars 1945 en direction de l'île japonaise sur laquelle elle débarque le 1er avril, sans rencontrer de résistance. Au fur et à mesure de sa progression, la division rencontre une opposition de plus en plus forte et un ennemi particulièrement déterminé. Le 25 avril, elle est relevée par la 77e division d'infanterie. Après une dizaine de jours de repos, elle revient sur le front, s'emparant de Conical-Sugar Hill Ridge le 21 mai. La semaine suivante, de fortes précipitations ralentissent sa progression, qui reprend à la fin du mois de mai, alors que la résistance japonaise commence à faiblir. Laura Hill est prise le 14 juin après de durs combats, tandis que la dernière position importante des Japonais tombe le 17 juin, toute résistance disparaissant le 22. La division patrouille ensuite dans l'île jusqu'au 30 juin et est mise au repos au mois de juillet. Elle rejoint ensuite Mindoro dans les Philippines puis, du fait de la capitulation japonaise le 2 septembre 1945, elle revient sur le sol américain au début de l'année 1946, où elle est démobilisée le 3 février.
Dès la fin de l'année 1946, la division est reformée comme unité de réserve. Aujourd'hui, c'est la 96e brigade de soutien (96th Sustainment Brigade) qui est la continuatrice de l'unité.